# Gesù Divin Maestro alla Pineta Sacchetti (titre cardinalice)
Le titre cardinalice de Gesù Divin Maestro alla Pineta Saccheti (Jésus divin maître à Pineta Saccheti) est érigé par le pape Paul VI le 29 avril 1969 et rattaché à l'église du Seigneur-Jésus-Divin-Maître (it), consacrée en 1967 et située à Rome, dans le quartiere Trionfale. 

## Titulaires
| - John Joseph Wright (1969 - 1979) - Thomas Stafford Williams (1983 - 2023) - Roberto Repole (depuis 2024) |